# Josep Trueta
Josep Trueta i Raspall (Barcelona, 27 de octubre de 1897-ibídem, 19 de enero de 1977) fue un científico y médico español.

## Biografía
Trueta nació en el barrio del Pueblo Nuevo de Barcelona, Cataluña. Pese a un inicial interés por el dibujo y la pintura, decidió estudiar Medicina en la Universidad de Barcelona. En 1921 se licenció, yendo a Madrid a cursar el doctorado. El año siguiente entró en el equipo del cirujano doctor Manuel Corachán en el Hospital de la Santa Cruz y San Pablo de Barcelona. Se especializó en Cirugía de las extremidades. En 1923 se casó con Amèlia Llacuna, con la que tuvo tres hijas y un hijo (que murió de pequeño). 
Como jefe de servicio del Hospital General, Trueta puso en práctica durante la guerra civil española el método de tratamiento de heridas y fracturas de guerra, a partir del método definido por el estadounidense Winnett Orr. Fue testigo de los estragos causados en la población civil por los bombardeos. Durante la contienda colaboró con el jefe de los servicios quirúrgicos del Ejército republicano, Joaquín d'Harcourt.
Catalanista convencido, huyó hacia el exilio a finales de enero de 1939, siendo acogido en el Reino Unido, donde ayudó a preparar los servicios de urgencia para la inminente guerra europea. Fue del equipo de los desarrolladores de la penicilina, dirigido por los doctores Florey y Chain. A continuación hizo importantes estudios sobre la circulación sanguínea del riñón.
Fue además miembro del Consejo Nacional Catalán de Londres, que agrupaba a nacionalistas catalanes exiliados que trabajan para el reconocimiento de los derechos de los catalanes ante los aliados. Para informar a los británicos, escribió una historia de Cataluña, The Spirit of Catalonia (1946), libro traducido y editado con éxito después en catalán (primero en México, donde también se publicó una edición en español traducida por Francesc Vinyals; y posteriormente también en Cataluña). Mantuvo contactos con amistades, como por ejemplo el violonchelista Pau Casals. 
Una vez jubilado de la cátedra de Ortopedia de la Universidad de Oxford, donde había convertido el Wingfield-Morris Hospital en el Nuffield Orthopaedic Centre (uno de los más prestigiosos centros de investigación osteológica del mundo), volvió con su esposa a Cataluña en 1966, y residió en Barcelona y en Santa Cristina de Aro (Gerona) hasta su muerte, año en que la Fundación Jaime I le otorga el primer Premio de Honor Jaime I. En octubre de 1973 recibió un homenaje oficial por parte de la sanidad militar norteamericana por las vidas que se habían salvado al aplicar su técnica durante la guerra de Vietnam.
En 1978 se publicaron póstumamente sus memorias, y en 1980 Antonina Rodrigo publicó su biografía.

## Homenajes
Actualmente llevan su nombre una fundación humanitaria, el Hospital Universitario de Gerona, un colegio de enseñanza infantil y primaria en Viladecans y calles en muchas poblaciones, entre ellas Barcelona, Tosa de Mar, Santa Cristina de Aro, Mataró y San Cugat del Vallés, donde se encuentra el Campus de San Cugat de la Universidad Internacional de Cataluña.